# Готтардський базисний тунель
46°36′00″ пн. ш. 8°45′54″ сх. д. / 46.6° пн. ш. 8.765° сх. д.

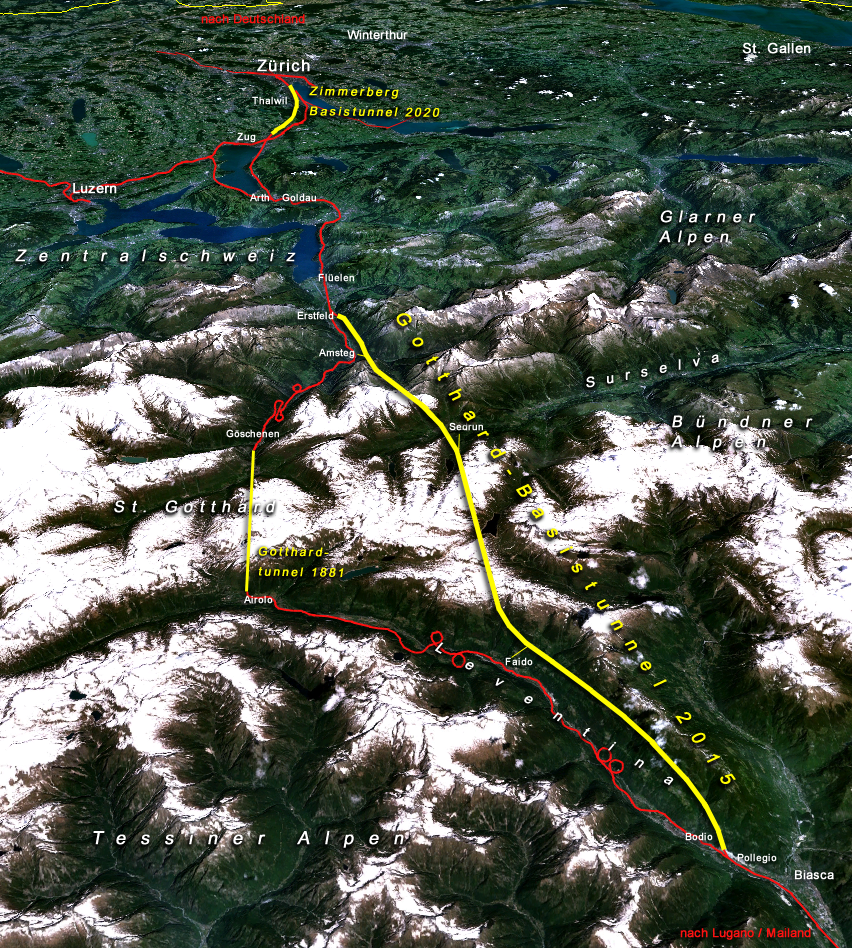
Базисні тунелі Готтард і Циммерберг утворюють північну частину готтардської осі транспортного проекту «AlpTransit».

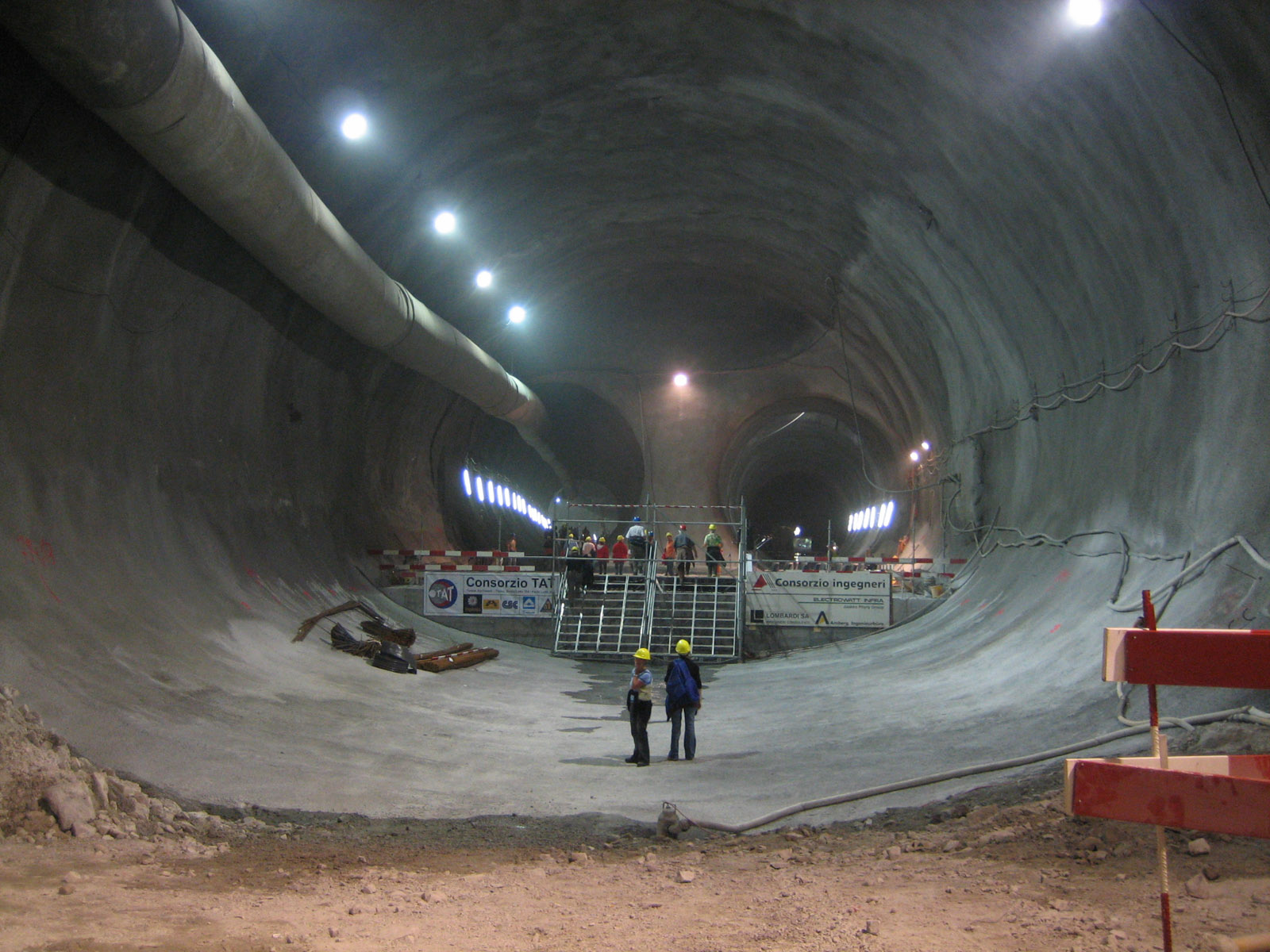
Будівництво тунелю (багатофункціональна станція Фейдо).

Готта́рдський базисний тунель (нім. Gotthard-Basistunnel) — залізничний тунель у Швейцарії. Відкрито 1 червня 2016. 15 жовтня 2010 року було завершено буріння тунелю і він став найдовшим у світі (57 км, а включно зі службовими та пішохідними ходами — 153,4 км). Введення до експлуатації, здійснене у 2017 році, дозволило Швейцарії підключитися до європейської системи високошвидкісних залізниць.

## Історія
Початкова ідея побудови Готтардського базисного тунелю була висунута ще в 1947 році. Перший варіант проєкту укладено міністерством внутрішніх справ Швейцарії 1962 року. План включав у себе двоколійний тунель у вигляді прямої лінії від Амштега до Джорніко. Він повинен був простягнутися на 45 км і мати «обгін» перехід між коліями в середині. Потяги мали досягати швидкості 200 км/год, що не сильно відрізняється від остаточного плану.
Багато параметрів початкового плану були радикально змінені згодом. Основним каменем спотикання стала конструкція тунелю. Вибір стояв між двоколійним тунелем з тунелем обслуговування і двома одноколійними тунелями (з або без тунелю обслуговування). Остаточно перемогло технічне рішення з двома одноколійними тунелями без тунелю обслуговування, але зі з'єднуючими переходами (галереями) приблизно кожні 180 метрів (у такому разі один тунель може служити виходом з іншого). Воно також включало дві багатофункціональні станції та переходи колій.
Через збільшення інтенсивності руху між країнами, Швейцарія в 1994 році проголосувала за зміни в транспортному регулюванні. Метою змін стало перевозити вантажні автомобілі і контейнери між південною Німеччиною і північною Італією на поїздах, аби зменшити перевантаження на дорогах (і, заодно, поліпшити екологічне навантаження).
Прийняття в 1998 році податку на важкий транспорт укупі з модернізаційними планами залізниць остаточно відкрили дорогу для будівництва.

## Будівництво
На будівництві одночасно працювало понад 1500 робітників. Роботи велися цілодобово, сім днів на тиждень. Для прорубування скельних порід тут застосували як вибухові роботи, так і декілька тунелепрохідних комплексів (ТПК). Тунель є спареним (паралельні тунелі з'єднані між собою галереями приблизно через кожні 325 м, потяги курсують ними у протилежних напрямках). Всередині тунелю знаходиться дві аварійні залізничні станції, пов'язані з поверхнею аварійними шахтами.
Для забезпечення на лінії швидкісного режиму 250 км/год, нова магістраль Цюрих — Мілан практично не має вигинів та ухилів і прямує на висоті 500 м над рівнем моря. Це дозволяє скоротити на 1 годину час поїздки, що вимагало до відкриття 3,5 години.

### Хід будівництва
| Рік  | Місяць  | Побудовано до зазначеного моменту, км | Побудовано, % від проектної довжини (153,4 км) |
| ---- | ------- | ------------------------------------- | ---------------------------------------------- |
| 2004 | липень  | 52,3                                  | 34,1                                           |
| 2005 | липень  | 74,6                                  | 48,6                                           |
| 2006 | липень  | 96,1                                  | 62,5                                           |
| 2007 | липень  | 103,7                                 | 67,6                                           |
| 2008 | липень  | 113,2                                 | 73,8                                           |
| 2009 | липень  | 134,8                                 | 88,8                                           |
| 2010 | липень  | 146,6                                 | 96,6                                           |
| 2010 | жовтень | 153,4                                 | 100                                            |

## Тунель у фактах і цифрах
- Довжина: західний тунель — 56 978 м, східний тунель — 57 091 м;
- Діаметр кожного з двох тунелів — 8,8—9,5 м;
- Повна довжина, включно зі службовими і пішохідними ходами — 153,4 км;
- Загальна протяжність шляху, прохідного за допомогою ТПК — 45 км;
- Обсяг видобутих скельних порід: 24 млн. т (13,3 млн м³, що еквівалентно п'яти пірамідам в Гізі);
- Кількість тунелепрохідницьких комплексів (ТПК) виробництва Herrenknecht AG — 4 шт.:

- Шляху проходки: два рухаються на південь від Амштега до Седруну; два — на північ від Бодіо до Файдо та Седруну; їх застосування планується також на частині дороги від Ерстфельда до Амштега;
- Повна довжина ТПК, включаючи все необхідне обладнання — 440 м;
- Повна вага — 3 000 т;
- Потужність — 5 МВт;
- Максимальна швидкість проходки (в ідеальних умовах) — 25-30 м / добу.

- Початок будівництва тунелю: 1993 — буріння перших свердловин, 1996 — підготовчі роботи, 2003 — вилучення ґрунту;
- Пускові випробування: 2015;
- Закінчення будівництва: 2016–2017;
- Повна вартість: планова — 6428 млн $, станом на вересень 2015 — 10,3 млрд. $;
- Вивезли 2 млн вантажівок ґрунту;[6]
- Частота руху потягів: 200–250 поїздів на день;
- Випробування з безпеки планують на жовтень 2015;[6]
- Під час будівництва загинули 8 людей.[6]

## Сходження з рейок 10 серпня 2023 року
10 серпня 2023 року в західному тунелі сталася серйозна аварія — з рейок зійшов товарний потяг, який прямував з Італії до Німеччини. Приблизно через дев'ять кілометрів після в'їзду в тунель у вагона зламалося колесо. Через вісім кілометрів, у районі багатофункціональної станції Файдо, потяг розділився: частина його від'єдналася на переході до східного тунелю, і 16 з 30 вагонів зійшли з рейок. Було пошкоджено близько восьми кілометрів колії та 20 000 залізобетонних шпал, а також ворота між трубами. У результаті тунель довелося повністю закрити на кілька тижнів. Пасажирські поїзди були перенаправлені через гірський маршрут, вантажні поїзди спочатку затримувалися в Швейцарії та за кордоном, а потім направлялися через гірський маршрут або альтернативними маршрутами, де це було можливо. Лише 23 серпня вантажний рух неушкодженим східним тунелем зі зменшеною пропускною здатністю вдалося відновити. Повноцінну роботу в обох тунелях вдалося відновити лише 2 вересня 2024 року, більш ніж за рік по аварії. Швейцарські федеральні залізниці оцінили завдані збитки в 150 мільйонів франків.

## Сусідні тунелі
У 1882 році було побудовано залізничний тунель Готтард шириною 8 м, висотою від верху рейок до ключа склепіння 6 м.
Сусідній автомобільний тунель Готтард було відкрито 1980 року.